# Sumony, Baranya
Sumony este un sat în districtul Szentlőrinc, județul Baranya, Ungaria, având o populație de 457 de locuitori (2011). 

## Demografie
Componența etnică a satului Sumony
     Maghiari (78,44%)
     Romi (19,72%)
     Germani (1,83%)
Componența confesională a satului Sumony
     Romano-catolici (21,88%)
     Fără religie (6,56%)
     Reformați (1,53%)
     Necunoscută (70,02%)
     Alte religii (1,31%)
Conform recensământului din 2011, satul Sumony avea 457 de locuitori. Nu există o etnie majoritară, locuitorii fiind maghiari (78,44%) și romi (19,72%).  Din punct de vedere confesional, majoritatea locuitorilor (61,05%) erau , existând și minorități de romano-catolici (21,88%), persoane fără religie (6,56%) și reformați (1,53%). Pentru 70,02% din locuitori nu este cunoscută apartenența confesională.